# Caesium
Caesium (nach IUPAC)  [ˈʦɛːzi̯ʊm] ⓘ, standardsprachlich Cäsium (bis 2024 auch Zäsium; im amerikanischen Englisch Cesium), ist ein chemisches Element mit dem Elementsymbol Cs und der Ordnungszahl 55. Im Periodensystem steht es in der 1. Hauptgruppe, bzw. der 1. IUPAC-Gruppe und gehört zu den Alkalimetallen. Caesium ist das schwerste stabile Alkalimetall.
Caesium wurde 1861 von Robert Wilhelm Bunsen und Gustav Robert Kirchhoff im Dürkheimer Mineralwasser der Maxquelle entdeckt. Aufgrund der zwei blauen Spektrallinien, mit denen das Element nachgewiesen wurde, benannten sie es nach dem lateinischen caesius für himmelblau. Das Reinelement konnte erstmals 1881 von Carl Theodor Setterberg dargestellt werden.
Caesium ist ein extrem reaktives, sehr weiches, goldfarbenes Metall. Da es sofort und sehr heftig mit Luft reagiert, wird es in abgeschmolzenen Glasampullen unter Inertgas aufbewahrt.
Eine biologische Bedeutung des nicht toxischen Elements ist nicht bekannt. Aufgrund der Ähnlichkeit zu Kalium wird es allerdings im Magen-Darm-Trakt resorbiert und analog zu Kalium vorwiegend im Muskelgewebe gespeichert. Deshalb fand das radioaktive Isotop Caesium-137 (137Cs), ein Produkt der Kernspaltung, in der Öffentlichkeit besondere Beachtung, als es infolge der Katastrophe von Tschernobyl am 26. April 1986 in größeren Mengen in die Umwelt gelangte. Durch die großflächige Verteilung – und damit vergleichsweise geringe Konzentration – im Falle Tschernobyl ist von akuter Radiotoxizität nicht auszugehen, jedoch können chronische Effekte, insbesondere durch Bioakkumulation, nicht ausgeschlossen werden. Unfälle mit größeren Mengen Caesium-137 aus unsachgemäß entsorgten Abfällen der Nuklearmedizin wie der Goiânia-Unfall haben mehrfach zu Todesfällen durch die Strahlenkrankheit geführt, da hierbei sehr hohe akute Dosen auftraten.

## Geschichte

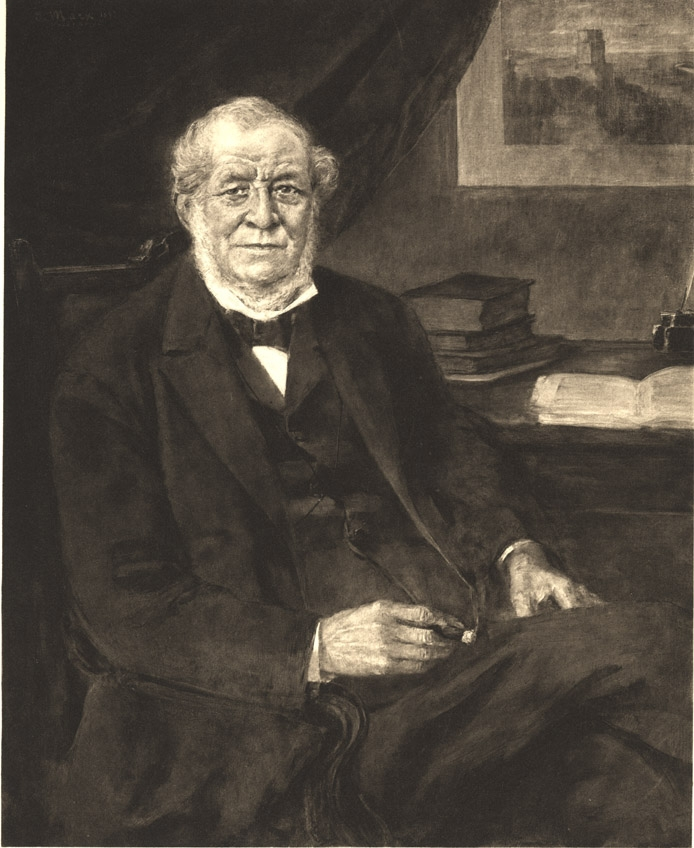
Robert Bunsen

Caesium wurde erstmals 1861 von Gustav Robert Kirchhoff und Robert Wilhelm Bunsen beschrieben. Sie untersuchten Mineralwasser aus Dürkheim und entdeckten nach der Abtrennung von Calcium, Strontium, Magnesium und Lithium zwei bisher unbekannte Linien im blauen Spektralbereich. Sie schlossen aus ihren Beobachtungen, dass es im untersuchten Mineralwasser ein weiteres, bisher unbekanntes Element geben müsse, das sie wegen der blauen Spektrallinien Caesium, nach dem lateinischen caesius für „himmelblau“, nannten.
Bunsen versuchte ebenfalls Caesium von den anderen Alkalimetallen zu trennen, um weitere Eigenschaften des Elements zu erforschen. Dazu versetzte er die Lösung mit einer Platinchlorid-Lösung, um Kalium und die neuentdeckten schwereren Alkalimetalle Rubidium und Caesium als unlösliches Hexachloridoplatinat auszufällen. Das Kalium konnte durch mehrmaliges Aufkochen in wenig Wasser entfernt werden. Zur Gewinnung der reinen Chloride wurde das Platin mit Wasserstoff zum Element reduziert, so dass die nun wasserlöslichen Caesium- und Rubidiumchloride ausgelaugt werden konnten. Die Trennung von Caesium und Rubidium erfolgte unter Ausnutzung der unterschiedlichen Löslichkeit der Carbonate in absolutem Ethanol, worin Caesiumcarbonat im Gegensatz zur entsprechenden Rubidiumverbindung löslich ist. Caesiumchlorid diente Bunsen und Kirchhoff auch für eine erste Bestimmung der molaren Masse des neuen Elements, wofür sie den Wert von 123,35 g/mol fanden. Dieser Wert ist nach heutigen Erkenntnissen gut 10 Gramm zu niedrig.
Die beiden Forscher konnten kein elementares Caesium gewinnen, denn bei der Elektrolyse von geschmolzenem Caesiumchlorid entstand anstelle des Metalls eine blaue Verbindung, die sie als Subchlorid bezeichneten, bei der es sich aber wahrscheinlich um eine kolloide Mischung von Caesium und Caesiumchlorid handelte. Bei der Elektrolyse einer wässrigen Lösung mit einer Quecksilberanode bildete sich das leicht zersetzbare Caesiumamalgam.
Die Darstellung des elementaren Caesiums gelang schließlich 1881 Carl Theodor Setterberg, der die Probleme mit dem Chlorid vermied, indem er für die Schmelzflusselektrolyse Caesiumcyanid verwendete. Dabei störte zunächst die zum Schmelzen des Caesiumcyanids nötige relativ hohe Temperatur, die er jedoch durch das Eutektikum mit Bariumcyanid herabsetzen konnte.

## Vorkommen

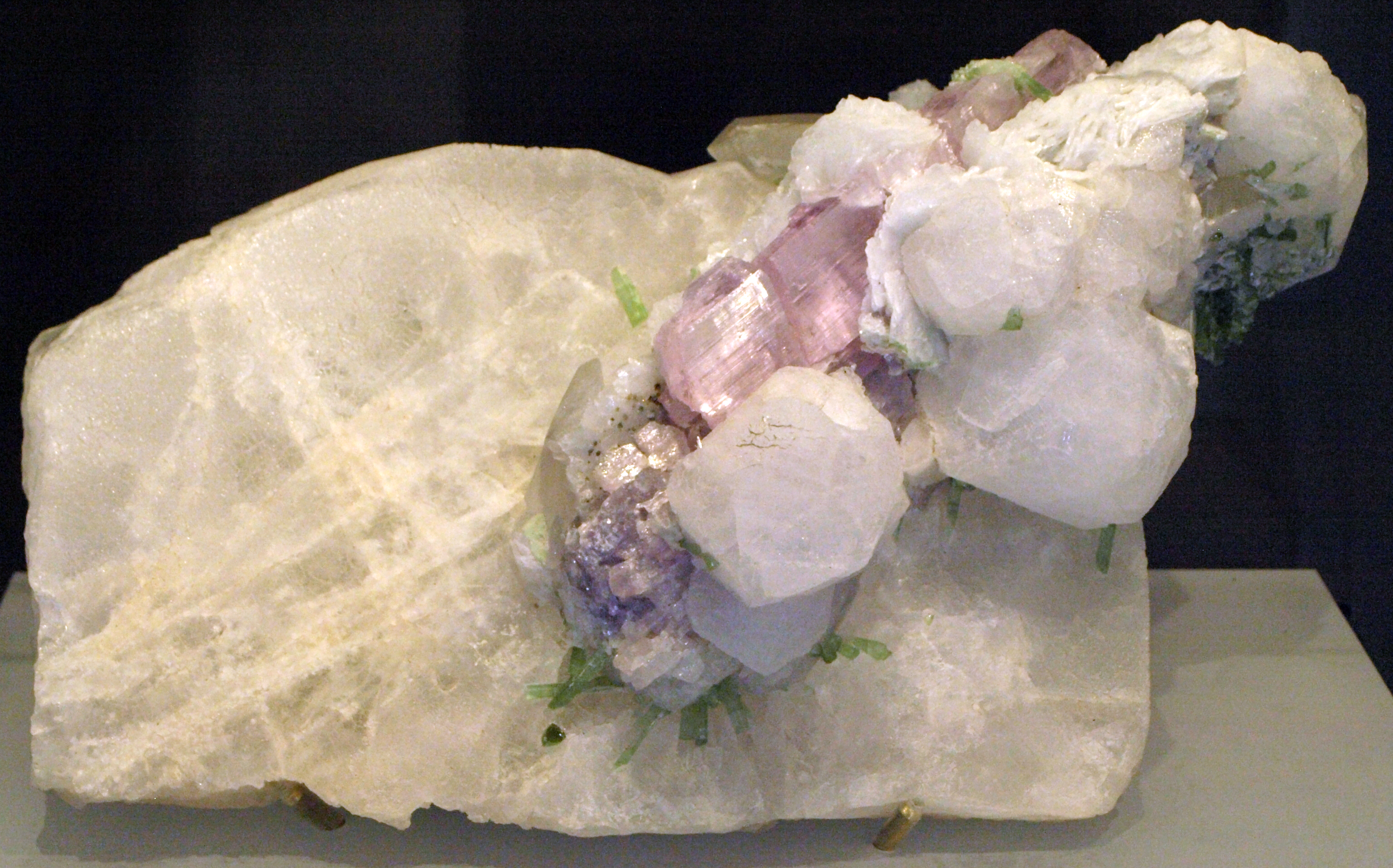
Pollucit

Mit einem Gehalt von 3 ppm in der kontinentalen Erdkruste ist Caesium auf der Erde ein seltenes Element. Es ist nach dem instabilen Francium das seltenste Alkalimetall. Aufgrund seiner hohen Reaktivität kommt es nicht elementar, sondern immer nur in Form von Verbindungen vor. Meist ist Caesium ein seltenes Begleitelement in Kalium- oder anderen Alkalimetallsalzen wie Lepidolith, es sind jedoch auch einige Caesiumminerale bekannt. Das häufigste Caesiummineral ist Pollucit, (Cs,Na)2Al2Si4O12 · H2O, das in größeren Vorkommen vor allem am Bernic Lake in der Nähe von Lac du Bonnet in der kanadischen Provinz Manitoba in der Tanco-Mine vorkommt. Weitere größere Vorkommen liegen in Bikita, Simbabwe und in Namibia. Die Vorkommen in der Tanco Mine bei Lac du Bonnet sind die einzigen, in denen Caesium abgebaut wird. Seltenere Caesiumminerale sind beispielsweise Cesstibtantit (Cs,Na)SbTa4O12 und Pautovit CsFe2S3.
Aufgrund der Wasserlöslichkeit der meisten Caesiumverbindungen ist das Element im Meerwasser gelöst; ein Liter enthält dabei durchschnittlich 0,3 bis 4 Mikrogramm Caesium. In vergleichbaren Mengen finden sich dort auch häufigere, aber schlechter lösliche Elemente wie Nickel, Chrom oder Kupfer.

## Gewinnung und Darstellung

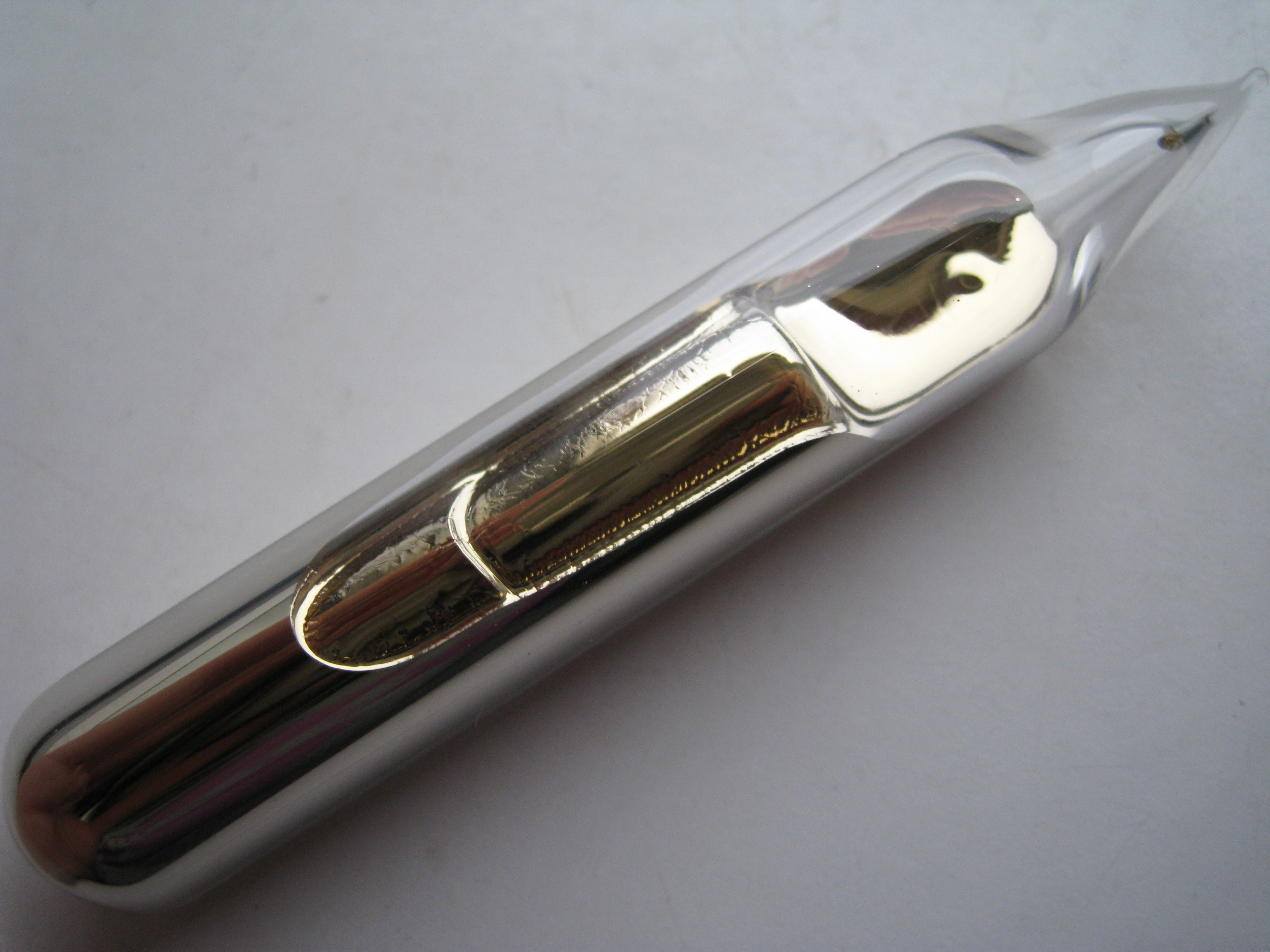
Caesium in einer abgeschmolzenen Ampulle unter Vakuum

Caesium wird nur in geringem Umfang hergestellt. Im Jahr 1978 betrug die weltweit produzierte Menge an Caesium und Caesiumverbindungen etwa 20 Tonnen. Ausgangsmaterial für die Gewinnung des elementaren Caesiums und aller Caesiumverbindungen ist Pollucit, der mit Säuren oder Basen aufgeschlossen werden kann. Als Säuren können Salz-, Schwefel- oder Bromwasserstoffsäure genutzt werden. Dabei entsteht jeweils eine caesium- und aluminiumhaltige Lösung, aus der durch Fällung, Ionenaustausch oder Extraktion die reinen Caesiumsalze gewonnen werden. Eine weitere Möglichkeit ist es, Pollucit mit Calcium- oder Natriumcarbonat und den entsprechenden Chloriden zu erhitzen und anschließend mit Wasser auszulaugen. Dabei entsteht eine unreine Caesiumchloridlösung.
Caesiummetall kann chemisch durch Reduktion von Caesiumhalogeniden mit Calcium oder Barium gewonnen werden. Dabei destilliert das im Vakuum flüchtige Caesiummetall ab.
{\displaystyle \mathrm {2\ CsCl+Ca\longrightarrow 2\ Cs\uparrow +CaCl_{2}} }
Reduktion von Caesiumchlorid mit Calcium
Weitere Möglichkeiten der Caesiummetallherstellung sind die Reduktion von Caesiumhydroxid mit Magnesium und die Reduktion von Caesiumdichromat mit Zirconium.
{\displaystyle \mathrm {Cs_{2}Cr_{2}O_{7}+2\ Zr\longrightarrow 2\ Cs+2\ ZrO_{2}+Cr_{2}O_{3}} }
Reaktion von Caesiumdichromat und Zirconium zu Caesium, Zirconium(IV)-oxid und Chrom(III)-oxid
Hochreines Caesium lässt sich über die Zersetzung von Caesiumazid, das aus Caesiumcarbonat gewonnen werden kann, und anschließende Destillation darstellen. Die Reaktion erfolgt bei 380 °C an einem Eisen- oder Kupferkatalysator.

## Eigenschaften

### Physikalische Eigenschaften

Kristallstruktur von Caesium, a = 614 pm

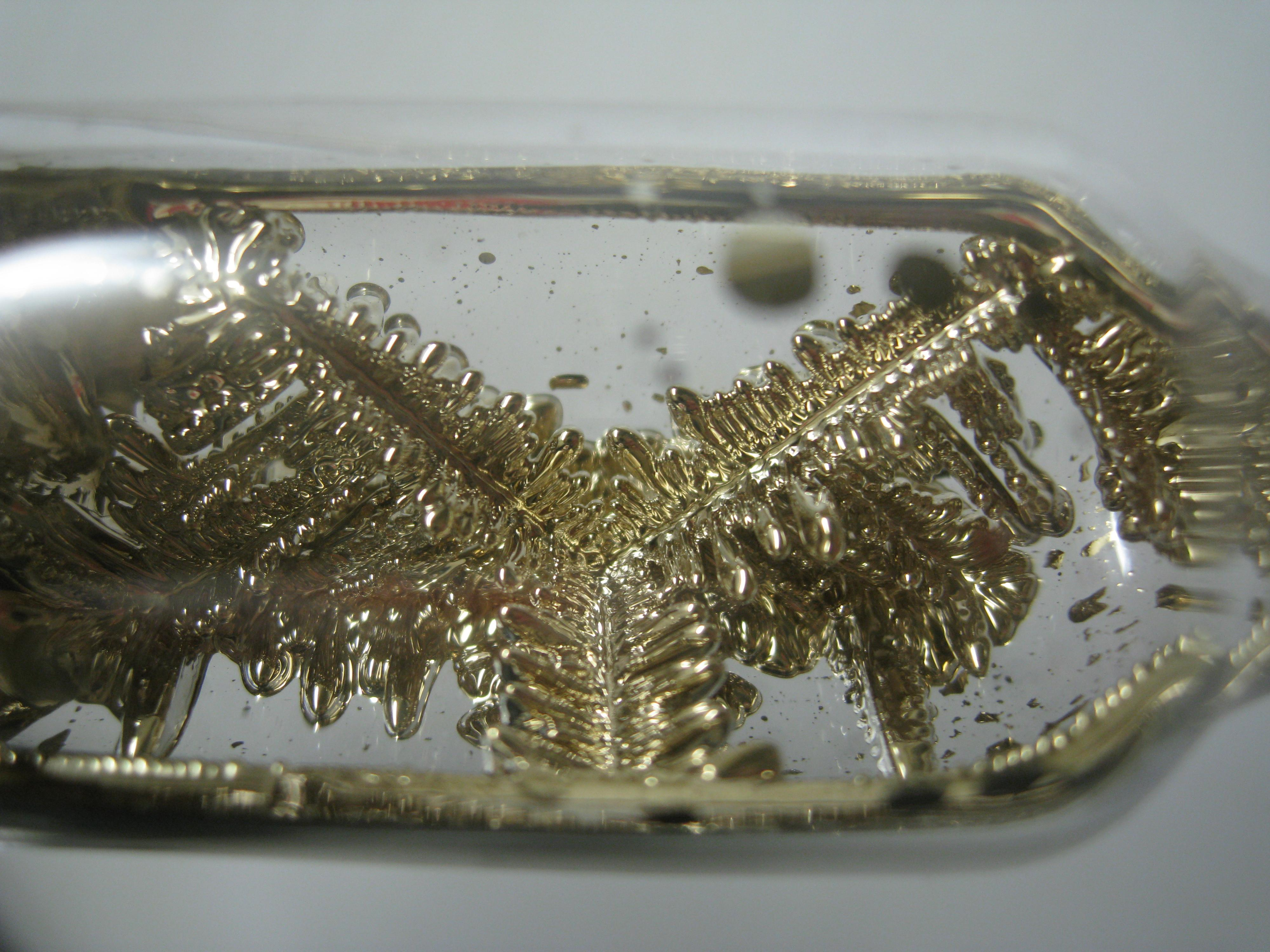
Dendritisch-kristalline Erstarrungsform von Caesium

Caesium ist ein Leichtmetall mit einer Dichte von 1,873 g/cm3, das, anders als die leichteren Alkalimetalle, goldfarben ist. Der Grund liegt in der geringeren Bandlücke und damit an der geringeren Anregungsfrequenz, die in den blau-violetten Teil des sichtbaren Lichtspektrums reicht. Der blaue Anteil wird absorbiert, dadurch ist Caesium komplementär dazu gelb beziehungsweise goldfarben. In vielen Eigenschaften steht es zwischen denen des Rubidiums und – soweit bekannt – denen des instabilen Franciums. Es besitzt mit 28,7 °C mit Ausnahme von Francium den niedrigsten Schmelzpunkt aller Alkalimetalle und hat zugleich nach Quecksilber und vergleichbar mit Gallium einen der niedrigsten Schmelzpunkte für Metalle überhaupt. Caesium ist sehr weich (Mohs-Härte: 0,2) und sehr dehnbar.
Wie die anderen Alkalimetalle kristallisiert Caesium bei Standardbedingungen im kubischen Kristallsystem mit einer kubisch-raumzentrierten Elementarzelle in der Raumgruppe Im3m (Raumgruppen-Nr. 229) mit dem Gitterparameter a = 614 pm sowie zwei Formeleinheiten pro Elementarzelle. Unter einem Druck von 41 kbar erfolgt eine Phasenumwandlung in eine kubisch-flächenzentrierte Kristallstruktur mit dem Gitterparameter a = 598 pm.
Mit Ausnahme von Lithium lässt sich Caesium mit anderen Alkalimetallen beliebig mischen. Bei einem Verhältnis von 41 % Caesium, 12 % Natrium und 47 % Kalium entsteht eine eutektische Legierung mit dem bisher niedrigsten bekannten Schmelzpunkt für Metallische Materialien von −78 °C.
Das Caesiumatom und auch das Ion Cs+ besitzen einen großen Radius, sie sind – wiederum mit Ausnahme von Francium – die größten einzelnen Atome beziehungsweise Ionen. Dies hängt mit der besonders niedrigen effektiven Kernladung zusammen, wodurch vor allem das äußerste s-Elektron nur in geringem Maße an den Kern gebunden ist. Dies bewirkt neben dem großen Atomradius auch die geringe Ionisierungsenergie des Caesiumatoms und damit die hohe Reaktivität des Elements.
Gasförmiges Caesium hat einen ungewöhnlichen Brechungsindex kleiner als eins. Das bedeutet, dass die Phasengeschwindigkeit der elektromagnetischen Welle – in diesem Fall Licht – größer als im Vakuum ist, was aber nicht im Widerspruch zur Relativitätstheorie steht.

### Chemische Eigenschaften
Caesium ist das Element mit der niedrigsten Ionisierungsenergie. Für die Abspaltung des äußersten Elektrons weist es die niedrigste Elektronegativität auf. Caesium gibt dieses bei Kontakt mit anderen Elementen sehr leicht ab und bildet einwertige Caesiumsalze. Da durch die Abspaltung dieses einen Elektrons die Edelgaskonfiguration erreicht ist, bildet es keine zwei- oder höherwertigen Ionen.
Reaktionen mit Caesium verlaufen in der Regel sehr heftig, so entzündet es sich beim Kontakt mit Sauerstoff sofort und bildet wie Kalium und Rubidium das entsprechende Hyperoxid.
{\displaystyle \mathrm {Cs+O_{2}\longrightarrow CsO_{2}} }
Auch mit Wasser reagiert es sehr heftig unter Bildung von Caesiumhydroxid, diese Reaktion findet sogar mit Eis bei Temperaturen von −116 °C statt.
{\displaystyle \mathrm {2\ Cs+2\ H_{2}O\longrightarrow 2\ CsOH+H_{2}\uparrow } }
Beim Erhitzen mit Gold bildet sich Caesiumaurid (CsAu), eine Verbindung, die – trotz Bildung aus zwei Metallen – keine Legierung ist, sondern ein Halbleiter; in flüssigem CsAu liegen Cs+- und Au−-Ionen vor.

## Isotope

Zerfallswege von ^{137}Cs

Insgesamt sind 41 Isotope und 29 weitere Kernisomere des Caesiums bekannt. In der Natur kommt nur das Isotop 133Cs vor. Caesium ist daher ein Reinelement. Von den künstlichen Isotopen haben 134Cs mit 2,0644 Jahren, 135Cs mit 2,33 Millionen Jahren und 137Cs mit 30,05 Jahren mittlere bis sehr lange Halbwertszeiten, während die der anderen Isotope zwischen 1 µs bei 111Cs und 13,16 Tagen bei 136Cs liegen.

Ein wichtiges künstliches Isotop ist 137Cs, ein Betastrahler mit einer Halbwertszeit von 30,08 Jahren. 137Cs zerfällt mit einer Wahrscheinlichkeit von 94,6 % zuerst in das metastabile Zwischenprodukt 137mBa, das mit einer Halbwertszeit von 2,552 Minuten durch Gammazerfall in das stabile Barium-Isotop 137Ba übergeht (vgl. Cäsium-Barium-Generator). Bei den restlichen 5,4 % gibt es einen direkten Übergang zum stabilen Barium-Isotop 137Ba. Zusammen mit weiteren Caesiumisotopen entsteht es entweder direkt bei der Kernspaltung in Kernreaktoren oder durch den Zerfall anderer kurzlebiger Spaltprodukte wie 137I oder 137Xe.
{\displaystyle \mathrm {^{235}_{\ 92}U+\ _{0}^{1}n\longrightarrow \ _{\ 92}^{236}U\longrightarrow \ _{\ 55}^{137}Cs+\ _{37}^{96}Rb+3\ _{0}^{1}n} }
Bildung von 137Cs bei der Kernspaltung von 235U
137Cs ist neben dem Cobaltisotop 60Co eine wichtige Gammastrahlenquelle und wird in der Strahlentherapie zur Behandlung von Krebserkrankungen, zur Messung der Fließgeschwindigkeit in Röhren und zur Dickenprüfung etwa von Papier, Filmen oder Metall verwendet. Daneben dient es in der Qualitätskontrolle in der Nuklearmedizin als langlebiges Nuklid in Prüfstrahlern.
Größere Mengen des Isotops 137Cs gelangten durch oberirdische Kernwaffenversuche und durch die Reaktorunglücke von Tschernobyl und Fukushima in die Umwelt. Die bei allen oberirdischen Kernwaffentests freigesetzte Aktivität an 137Cs betrug 9,48·1017 Bq. Gemäß der spezifischen Aktivität von 137Cs von 3,215 TBq/g entspricht das etwas weniger als 300 Kilogramm. Die Gesamtmenge an 137Cs, das durch die Tschernobyl-Katastrophe freigesetzt wurde, hatte eine Aktivität von etwa 8,5·1016 Bq. Dies entspricht etwa 26 Kilogramm. Hinzu kam eine Aktivität von etwa 4,7·1016 Bq durch 134Cs (entspricht etwa 15 Gramm) und 3,6·1016 Bq durch 136Cs (etwa 200 Milligramm). Die Belastung durch die letzteren beiden Isotope ist noch im Verlaufe des Jahres 1986 (136Cs mit einer Halbwertszeit von 13,16 Tagen) bzw. binnen der folgenden Jahre (134Cs mit einer Halbwertszeit von 2,065 Jahren) auf nicht mehr nennenswerte Mengen abgeklungen. Nach 10 Halbwertszeiten liegt noch {\displaystyle {\tfrac {1}{2^{10}}}={\tfrac {1}{1024}}} der ursprünglichen Menge vor, was sich mit jeder weiteren Halbwertszeit wiederum halbiert. Nach Masse – nicht nach Aktivität – dürfte eine vergleichbare Menge 135Cs wie 137Cs freigesetzt worden sein, da größenordnungsmäßig ähnlich häufig der Isobar mit Massezahl 137 wie jener mit Massezahl 135 bei der Spaltung von 235U entsteht. Dieser Isobar betazerfällt dann über kürzerlebige Zwischenprodukte zu den entsprechenden Caesium-Isotopen.
Durch den Fallout wurden viele Gebiete in Europa, auch in Deutschland, vor allem im Bayerischen Wald und südlich der Donau, mit radioaktivem Caesium in messbarem Ausmaß belastet. Besonders reichert sich 137Cs in Pilzen an, die Lignin zersetzen können und dadurch einen leichteren Zugang zu Kalium und damit auch zu dem chemisch sehr ähnlichen Caesium haben als Pflanzen. Insbesondere der Maronen-Röhrling (Boletus badius) und der Flockenstielige Hexen-Röhrling (Boletus erythropus) reichern Caesium an, während beispielsweise der verwandte Gemeine Steinpilz (Boletus edulis) nur eine geringe Caesium-Anreicherung zeigt. Die Ursache für die hohe Caesium-Anreicherung der beiden erstgenannten Pilze ist durch deren Hutfarbstoffe Badion A und Norbadion A begründet, die Caesium komplexieren können.
Im Steinpilz sind diese beiden Derivate der Pulvinsäure nicht vorhanden.
Betroffen sind auch Wildtiere, die Pilze fressen. Die genaue Caesiumbelastung ist abhängig von der Menge an niedergegangenem Fallout und der Bodenbeschaffenheit, da Böden Caesium unterschiedlich stark binden und damit für Pflanzen verfügbar machen können. Auch saisonale Unterschiede sind – insbesondere bei Wildbret – messbar. Im Winter suchen die Tiere in tieferen Bodenschichten nach Nahrung, welche gegebenenfalls mehr Caesium enthalten als der Oberboden. Da die biologische Halbwertszeit von Caesium relativ gering ist, sind diese saisonalen Schwankungen auch bei Untersuchung des Fleisches messbar. Dieser saisonale Effekt ist bei Rehwild stärker als bei Wildschweinen. Auch in Menschen kann 137Cs durch Messungen mit Ganzkörperzählern nachgewiesen werden, wobei die Aktivität im Körper von den Verzehrgewohnheiten, insbesondere dem Verzehr kontaminierter Wildpilze und von Wildschweinfleisch, abhängt. Typische Körperaktivitäten von 137Cs liegen im Berich weniger Becquerel bis einiger zehn Becquerel und bei Personen, die diese Lebensmittel regelmäßig verzehren, auch bei einigen hundert Becquerel. Zum Vergleich: die Aktivität des primordialen 40K – einem langlebigen radioaktivem Kalium-Isotop – in einem durchschnittlichen Erwachsenen mit 70 kg Körpergewicht liegt bei etwa 4000–5000 Becquerel.
Der in der EU geltende Grenzwert von 330 Bq/kg für Milch und Säuglingsnahrung und 600 Bq/kg für alle übrigen Lebensmittel ist vergleichsweise niedrig und führt immer wieder dazu, dass Wildbret, welches die Grenzwerte überschreitet, vernichtet werden muss. Werte von 5000 Bq/kg und mehr in Wildschwein kommen durchaus immer wieder vor. In Japan wurde der Grenzwert nach dem Unfall von Fukushima gesenkt und zwar auf den Wert von 100 Bq/kg. Die allermeisten getesteten Lebensmittel aus der Präfektur Fukushima halten diesen im internationalen Vergleich außerordentlich strengen Grenzwert ein, dennoch besteht nach wie vor ein Stigma gegen Produkte aus der Region, welche vor 2011 in Japan einen exzellenten Ruf genossen hatten.
Ein Vorfall, bei dem Menschen aufgrund der Strahlenexposition durch 137Cs starben, war der Goiânia-Unfall im Jahr 1987 in Brasilien, bei dem aus einer verlassenen Strahlenklinik zwei Müllsammler einen Metallbehälter entwendeten. Das darin enthaltene 137Cs wurde aufgrund der auffälligen fluoreszierenden Farbe an Freunde und Bekannte verteilt. Die insgesamt involvierte Menge von 93 Gramm Caesiumchlorid enthielt 19 Gramm oder 50,9 Terabecquerel 137Cs, von denen über 80 % in die Umwelt gelangten bzw. von den Opfern des Unfalls inkorporiert wurden. Beim Nuklearunfall von Kramatorsk wurde eine 137Cs-Quelle mit rund 5,2·1010 Bq 137Cs (entspricht etwa 16 Milligramm) versehentlich in die Betonwand eines Wohnhauses eingebaut.
Andere Radioisotope des Caesium sind im öffentlichen Bewusstsein weniger präsent, obwohl auch sie in nennenswerter Menge in die Umwelt abgegeben wurden. Hier ist zum einen Caesium-134 zu nennen, welches durch Neutroneneinfang aus stabilem Caesium-133 entsteht, aufgrund seiner relativ kurzen Halbwertszeit um die zwei Jahre allerdings mittelfristig weniger Relevanz hat. Während 20 Jahre nach der Freisetzung noch mehr als die Hälfte des ursprünglichen Caesium-137 vorhanden ist, ist die Menge an Caesium-134 auf weniger als ein Tausendstel gesunken. 
Caesium-135 ist relativ langlebig (Halbwertszeit 2,3 Million Jahre) und aufgrund seiner geringen Radioaktivität radiotoxisch weniger relevant. Das Verhältnis von Caesium-135 zu anderen Caesium-Isotopen kann genutzt werden, um herauszufinden, ob der Ursprung einer radioaktiven Kontamination eine Atombombe oder ein Kernkraftwerk ist. Caesium-135 entsteht bei der Kernspaltung nicht direkt, sondern als Tochternuklid von Xenon-135. Da Xenon-135 ein starkes Neutronengift ist, wird in einem Kernkraftwerk mit (genähert) konstantem Neutronenfluss ein erheblicher Teil des Xenon-135 durch Neutroneneinfang zu Xenon-136 umgewandelt, bevor es zu Caesium-135 zerfallen kann. Während einer Atombombenexplosion ist das Xenon-135 noch gar nicht aus seinem „Vorgänger“ Iod-135 (T1/2 = 6,6 h) entstanden, wenn nach kurzer Zeit der Neutronenfluss abreißt. Daher weist ein Kernwaffen-Fallout ein höheres 135Cs/137Cs-Verhältnis auf, als Spaltprodukte aus einem Reaktor.

## Verwendung
Auf Grund der komplizierten Herstellung und hohen Reaktivität wird elementares Caesium nur in geringem Maße eingesetzt. Es hat seine Einsatzgebiete vorwiegend in der Forschung.

### Raumfahrt
Da Caesium eine kleine Austrittsarbeit hat, kann es als Glühkathode etwa zur Gewinnung freier Elektronen verwendet werden. Auch magnetohydrodynamische Generatoren werden mit Caesium als möglichem Plasmamaterial untersucht. In der Raumfahrt wird Caesium neben Quecksilber und Xenon auf Grund seiner hohen molaren Masse, die einen größeren Rückstoß als leichtere Elemente bewirkt, als Antriebsmittel in Ionenantrieben eingesetzt. Vorteilhaft im Vergleich zu Quecksilber ist die Ungiftigkeit von Caesium und die relative Unbedenklichkeit einer etwaigen Freisetzung (z. B. bei gescheiterten Startversuchen). Im Vergleich zu Xenon ist der niedrigere Preis als Vorteil zu nennen. Obwohl Caesium nur in geringen Mengen elementar gewonnen wird, ist es doch leichter verfügbar als das nur in Spuren in der Atmosphäre vorhandene Edelgas Xenon, welches mittels Luftverflüssigung gewonnen wird.

### Zeitmessung
Die Sekunde als Maßeinheit der Zeit ist seit 1967 über die Frequenz eines bestimmten atomaren Übergangs im Caesium-Isotop 133Cs definiert. Dazu passend ist Caesium das frequenzbestimmende Element in Atomuhren, die die Basis für die koordinierte Weltzeit bilden. Die Wahl fiel auf Caesium, weil dies ein Reinelement ist und in den 1960er Jahren der Übergang zwischen den beiden Grundzuständen mit ca. 9 GHz mit den damaligen elektronischen Mitteln bereits detektierbar war. Die Breite dieses Übergangs und damit die Unsicherheit der Messung ist nicht durch Eigenschaften des Atoms bestimmt. Durch die niedrige Verdampfungstemperatur kann mit wenig Aufwand ein Atomstrahl mit geringer Geschwindigkeitsunsicherheit erzeugt werden.
Eine Wolke von Caesiumatomen kann in magneto-optischen Fallen in der Schwebe gehalten und mit Hilfe von Lasern bis auf wenige Mikrokelvin an den absoluten Nullpunkt abgekühlt werden. Mit dieser Technik war es möglich, die Frequenzstabilität und damit die Genauigkeit der Caesium-Atomuhr deutlich zu verbessern.

### Als Getter
Daneben wird Caesium in Vakuumröhren verwendet, da es mit geringen Restspuren an Gasen reagiert und so für ein besseres Vakuum (Getter) sorgt. Dabei wird das Caesium in situ durch die Reaktion von Caesiumdichromat mit Zirconium erzeugt.

### Legierungsmetall
Caesium ist – legiert mit Antimon und anderen Alkalimetallen – ein Material für Photokathoden, die etwa in Photomultipliern eingesetzt werden.

### Radioaktive Anwendungen
Radioaktive Isotope des Caesium (insbesondere 135Cs und 137Cs) sind leicht als Spaltprodukt zugänglich und finden vielfältige Anwendungen, unter anderem als Quelle für Gammastrahlung in Industrie und Medizin sowie für die Lebensmittelbestrahlung. 137Cs bietet für die meisten Anwendungen den besten Kompromiss zwischen hoher spezifischer Aktivität und Langlebigkeit, jedoch liegt in Caesium aus Kernspaltung immer ein Gemisch verschiedener Isotope vor. Neben Kernspaltung kann 134Cs auch durch Neutroneneinfang in natürlichem 133Cs gewonnen werden. Die ungünstigen chemischen Eigenschaften haben jedoch dazu geführt, dass 137Cs in einigen Anwendungen durch 60Co verdrängt wurde, welches weniger leicht in die Umwelt entweichen kann, wenn radioaktive Quellen unsachgemäß entsorgt oder bedient werden. Ein Einsatz in Atombatterien wäre zwar denkbar, ist jedoch aufgrund der entstehenden Gammastrahlung und der chemischen Eigenschaften des Caesiums selten und erscheint wenig lohnenswert.

## Nachweis
Zum Nachweis von Caesium können die Spektrallinien bei 455 und 459 nm im Blau genutzt werden. Quantitativ lässt sich dies in der Flammenphotometrie zur Bestimmung von Caesiumspuren nutzen.
In der Polarographie zeigt Caesium eine reversible kathodische Stufe bei −2,09 V (gegen eine Kalomelelektrode). Dabei müssen als Grundelektrolyt quartäre Ammoniumverbindungen (beispielsweise Tetramethylammoniumhydroxid) verwendet werden, da andere Alkali- oder Erdalkalimetallionen sehr ähnliche Halbstufenpotentiale besitzen.
Gravimetrisch lässt sich Caesium wie Kalium über verschiedene schwerlösliche Salze nachweisen. Beispiele hierfür sind das Perchlorat CsClO4 und das Hexachloridoplatinat Cs2[PtCl6].

## Biologische Bedeutung
Mit der Nahrung aufgenommenes Caesium wird auf Grund der Ähnlichkeit zu Kalium im Magen-Darm-Trakt resorbiert und analog zu Kalium vorwiegend im Muskelgewebe gespeichert. Die biologische Halbwertszeit, mit der Caesium vom menschlichen Körper wieder ausgeschieden wird, ist abhängig von Alter und Geschlecht und beträgt im Durchschnitt 110 Tage.
Caesium ist chemisch nur in sehr geringem Maß giftig. Typische LD50-Werte für Caesiumsalze liegen bei 1000 mg/kg (Ratte, oral). Von Bedeutung ist jedoch die Wirkung der ionisierenden Strahlung aufgenommener radioaktiver Caesiumisotope, die je nach Dosis die Strahlenkrankheit verursachen können. Wegen der guten Wasserlöslichkeit der meisten Caesiumsalze werden diese im Magen-Darm-Trakt vollständig resorbiert und vorwiegend im Muskelgewebe verteilt. Durch die Aufnahme von radioaktivem 137Cs nach der Katastrophe von Tschernobyl im Jahr 1986 ergab sich in den ersten drei Monaten eine durchschnittliche effektive Dosis von 0,6 μSv für einen Erwachsenen der Bundesrepublik Deutschland.

## Sicherheitshinweise
An Luft entzündet sich Caesium spontan, weshalb es in Ampullen unter reinem Argon oder im Vakuum aufbewahrt werden muss. Wegen seiner hohen Reaktionsfähigkeit reagiert es mit Wasser explosiv. Die Explosivität kann durch die Entzündung des dabei entstehenden Wasserstoffs verstärkt werden. Brennendes Caesium muss mit Metallbrandlöschern gelöscht werden. Bei kleinen Mengen (wenige Gramm), kann trockener Sand verwendet werden. Die Entsorgung erfolgt wie bei anderen Alkalimetallen durch vorsichtiges Zutropfen von Alkoholen wie 2-Pentanol, tert-Butanol oder Octanol und anschließende Neutralisation.

## Verbindungen
Als typisches Alkalimetall kommt Caesium ausschließlich in ionischen Verbindungen in der Oxidationsstufe +1 vor. Die meisten Caesiumverbindungen sind gut wasserlöslich.

### Halogenide

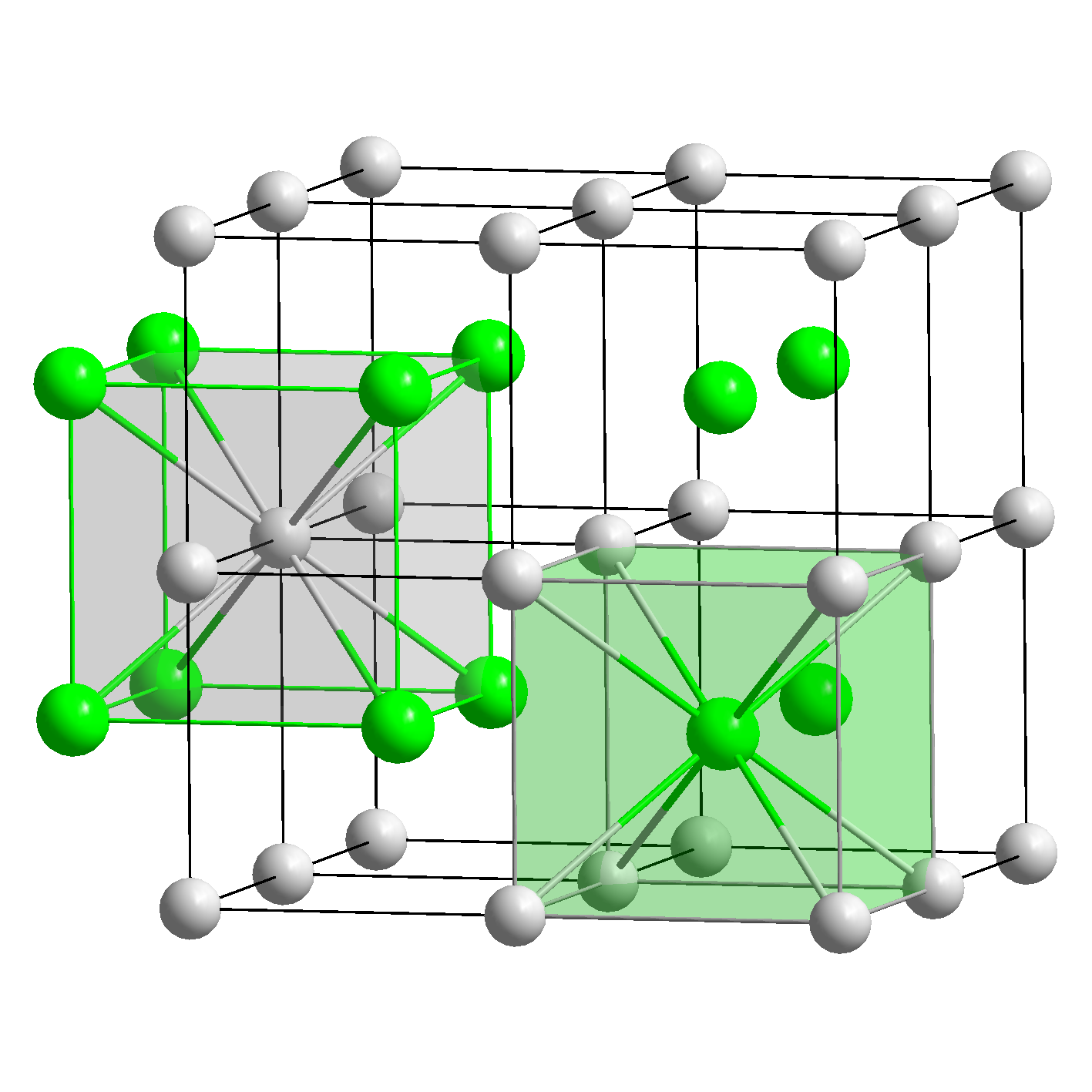
Caesiumchlorid-Struktur

Caesium bildet mit allen Halogenen gut wasserlösliche Halogenide der Form CsX (X = Halogenid). Caesiumchlorid besitzt eine charakteristische Kristallstruktur, die einen wichtigen Strukturtyp bildet (Caesiumchloridstruktur). So kristallisieren mit Ausnahme von Caesiumfluorid auch die anderen Caesiumhalogenide. Caesiumchlorid ist Ausgangsstoff für die Gewinnung elementarem Caesiums. Da sich bei ausreichend langdauerndem Zentrifugieren automatisch ein Dichtegradient ausbildet, wird es zur Trennung und Reinigung von DNA in der Ultrazentrifuge verwendet. Hochreines Caesiumiodid und Caesiumbromid werden als transparentes Szintillationsmaterial in Szintillationszählern eingesetzt.

### Sauerstoffverbindungen
Caesium bildet eine ungewöhnlich große Zahl an Sauerstoffverbindungen. Dies hängt vor allem mit der niedrigen Reaktivität des Caesiumions zusammen, so dass die Bildung von Sauerstoff-Sauerstoff-Bindungen möglich ist. Bekannt sind mehrere Suboxide wie Cs11O3 und Cs3O, bei denen ein Überschuss an Caesium vorliegt und die dementsprechend elektrische Leitfähigkeit zeigen. Daneben sind mit steigenden Sauerstoffgehalten das Oxid Cs2O, das Peroxid Cs2O2, das Hyperoxid CsO2 und das Ozonid CsO3 bekannt. Alle diese Verbindungen sind im Gegensatz zu den meisten übrigen Caesiumverbindungen farbig, die Suboxide violett oder blaugrün, die übrigen gelb, orange oder rot.
Caesiumhydroxid ist ein stark hygroskopischer, weißer Feststoff, der sich gut in Wasser löst. In wässriger Lösung ist Caesiumhydroxid eine starke Base.

### Weitere Caesiumverbindungen
Caesiumcarbonat ist ein weißer Feststoff und löst sich in vielen organischen Lösungsmitteln. Es wird in verschiedenen organischen Synthesen als Base beispielsweise für Veresterungen oder für die Abspaltung spezieller Schutzgruppen eingesetzt.
Caesiumnitrat findet in großem Umfang Verwendung in militärischer Pyrotechnik, und zwar in NIR-Leuchtmunition und Infrarottarnnebeln, Während die Verwendung in NIR-Leuchtsätzen auf den intensiven Emissionslinien des Elements bei 852, 1359 und 1469 nm beruht, basiert der Einsatz in Tarnnebeln auf der leichten Ionisierbarkeit des Elements. Die beim Abbrand der pyrotechnischen Wirkmassen in der Flamme gebildeten Cs-Ionen wirken als Kondensationskeime und verstärken daher die für die Strahlungsabsorption wichtige Aerosolausbeute.
Caesiumchromat kann zusammen mit Zirconium als einfache Quelle für die Gewinnung elementaren Caesiums zur Beseitigung von Wasser- und Sauerstoffspuren in Vakuumröhren eingesetzt werden.
Einen Überblick über Caesiumverbindungen gibt die Kategorie:Caesiumverbindung.